# Iskusstvo kino
Iskusstvo kino (Искусство кино, adică Arta cinematografiei în limba română) este o revistă de film publicată la Moscova (Rusia). A apărut începând din 1931 și este una dintre primele reviste din Europa, care s-a specializat în articole de teorie cinematografică și în recenzii de filme, alături de revista britanică Sight & Sound și de revista franceză Cahiers du cinéma.

## Istorie și profil
Revista a fost fondată în 1931. Sediul ei central este la Moscova. A fost publicată lunar încă de la începuturile sale în 1931 și până în 1941 de Asociația Muncitorilor din Cinematografia Revoluționară. A purtat mai multe titluri: Proletarskoe kino (Пролетарское кино; „Cinematografia proletară”) în 1931-1932, Sovetskoe kino (Советское кино, „Cinematografia sovietică”) în 1933-1935 și Iskusstvo kino (Искусство кино; „Arta cinematografiei”) începând din 1936. După ce și-a întrerupt temporar apariția în timpul celui de-al Doilea Război Mondial, revista a fost relansată în 1945 și a fost publicată cu frecvență neregulată între 1945 și 1947. După aceea, a fost publicată bilunar din 1947 până în 1951, iar din 1952 a apărut lunar.
În perioada sovietică Iskusstvo kino a fost revista oficială a industriei cinematografice din URSS și a publicat adesea editoriale ale activiștilor de frunte ai Partidului Comunist. Conducerea revistei a susținut în același timp că filmele ar trebui să corespundă cerințelor publicului. Publicarea revistelor de cinema Iskusstvo kino și Sovetski ekran a fost preluată în 1963 de Comitetul de Stat al Cinematografiei (Goskino), recent fondat și finanțat de stat, care avea sarcina de coordonare a producției și distribuției de filme în Uniunea Sovietică.
Revista conține articole de teorie cinematografică și recenzii de filme. Profesorul american de studii cinematografice Vladimir Padunov a contribuit la ediția aniversară de 80 de ani a revistei. În anii 1960 Valerii Golovskoi a lucrat ca redactor. Daniil Dondurei se numără printre redactorii recenți ai revistei.
În anii 1980 Iskusstvo kino avea un tiraj de 50.000 de exemplare, pentru ca în anii 1990 să ajungă la un tiraj cuprins între 2.000 și 3.000 de exemplare. În 2004 revista era vândută în 5.000 de exemplare.
Revista a fost arhivată de East View Information Services, Inc. cu sediul în Minneapolis.

## Redactori șefi
- Ivan Pîriev (1946)
- Nikolai Lebedev (1947–1949)
- Dmitri Eriomin (1949–1951)
- Vitali Jdan (1951–1956)
- Liudmila Pogojeva (1956–1969)
- Evgheni Surkov (1969-1982)
- Armen Medvedev (1982–1984)
- Iuri Cerepanov (1984–1986)
- Konstantin Șcerbakov (1987–1992)
- Daniil Dondurei (1993–2017)
- Anton Dolin (din 2017)